# Řadič rádiové sítě
Řadič rádiové sítě (anglicky Radio Network Controller, RNC) je řídící prvek rádiové přístupové sítě (UTRAN) v Universal Mobile Telecommunications System, který je zodpovědný za řízení základnových stanic Node B, které jsou k němu připojeny. RNC provádí řízení rádiových prostředků, některé funkce správy mobility, a je bodem, kde se provádí šifrování uživatelských dat posílaných na uživatelské zařízení a dešifrování přijatých dat. RNC jsou prostřednictvím propojovací brány (Media gateway, MGW) propojeny s jádrem sítě s přepojováním okruhů, a prostřednictvím obslužného uzlu podpory GPRS (SGSN) s jádrem sítě GPRS.

## Rozhraní

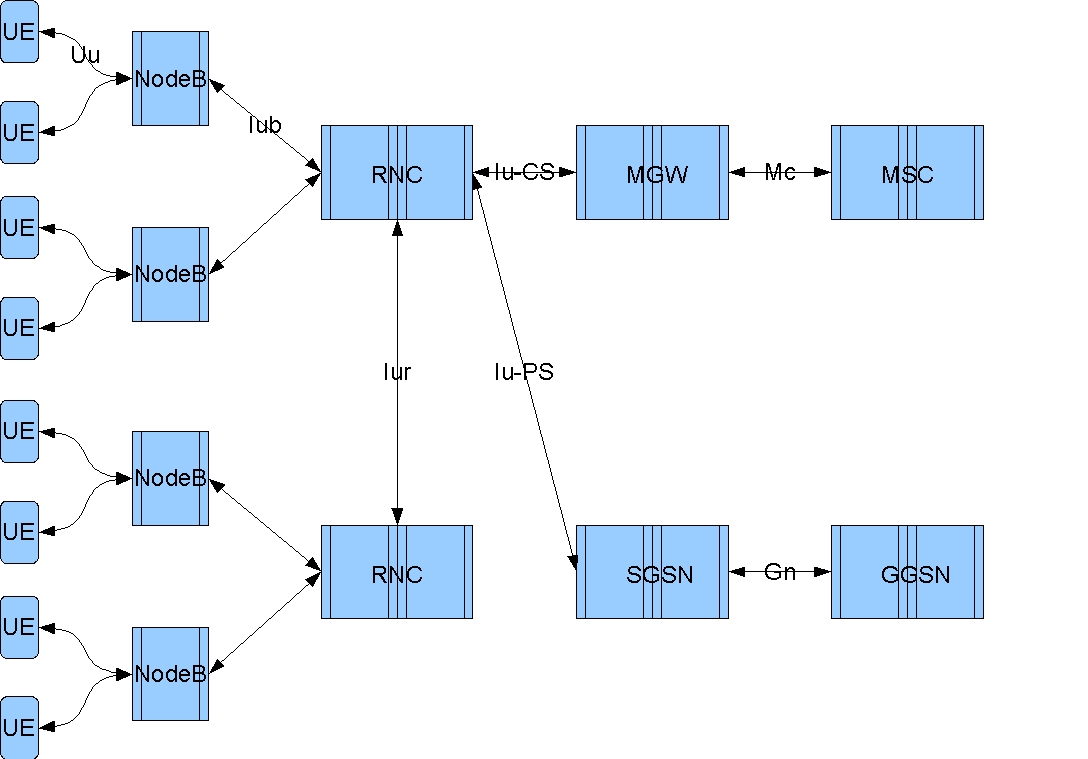
Rozhraní RNC

Logická spojení mezi síťovými prvky se nazývají rozhraní. Rozhraní mezi RNC a jádrem sítě s přepojováním okruhů (CS-CN) se nazývá Iu-CS, rozhraní mezi RNC a jádra sítě s přepojováním paketů se nazývá Iu-PS. Další rozhraní jsou Iub mezi RNC a Node B, Iur mezi jednotlivými RNC ve stejné síti. Rozhraní Iu přenáší uživatelský provoz (například hlas nebo data) i řídicí informace (viz část Protokoly). Rozhraní Iur slouží především pro měkká předání spojení mezi dvěma RNC; jeho nepřítomnost způsobí, že se tento typ předání spojení změní na tvrdá předání spojení.
Až do 3GPP Release 4 byla všechna rozhraní v UTRAN implementována výhradně pomocí ATM (kromě rádiového rozhraní Uu, které používá technologii W-CDMA). Od Release 5 lze pro ně používat také IP přes Ethernet. Fyzicky mohou být tato rozhraní realizována optickými vlákny technologií SONET (SDH), metalickými vodiči nebo mikrovlnnými spoji jako linky E1 (PDH). Lze také spojit několik rozhraní E1 pro vytvoření IMA skupiny. Protože rozhraní jsou logická, může být na jednom přenosovém vedení multiplexováno mnoho spojení. Skutečná implementace závisí na topologii sítě; příklady jsou řetěz, vzdálená hvězda, smíšená síť a smyčková konfigurace.

## Protokoly
Protokoly Iub, Iu a Iur všechny přenášejí jak uživatelská data tak signalizaci (tj. patří do řídicí roviny).
- Signalizační protokol, jehož prostřednictvím RNC řídí Node B se nazývá NBAP (Node-B Application Part). NBAP je dále rozdělen na společné (anglicky common, C) a vyhrazené (anglicky dedicated, D) NBAP (C-NBAP a D-NBAP), přičemž C-NBAP řídí celkovou funkčnost Node B a D-NBAP řídí jednotlivé buňky nebo sektory Node B. NBAP se používá na rozhraní Iub. NBAP lze rozdělit na části NodeB Control Port (NCP), která zpracovává společné NBAP procedury, a Communication Control Port (CCP), která zpracovává vyhrazené NBAP procedury.
- Protokol řídicí roviny pro transportní vrstvu se nazývá ALCAP (Access Link Control Application Protocol). Základní úlohou ALCAP je multiplexování různých uživatelů na jednu přenosovou cestu AAL2 s použitím identifikátorů channel ID (CID). ALCAP se používá rozhraní Iub a Iu-CS.
- Signalizační protokol odpovědný za komunikaci mezi RNC a jádrem sítě se nazývá RANAP (Radio Access Network Application Part) a používá se na rozhraní Iu.
- Signalizační protokol odpovědný za komunikaci mezi jednotlivými RNC se nazývá RNSAP (Radio Network Subsystem Application Part) a používá se na rozhraní Iur.

## RNC role
Ve vztahu k uživatelskému zařízení (v případě měkkého předání spojení) může mít RNC dvě různé role:
- D-RNC: Drift RNC
- S-RNC: Serving RNC

Z pohledu Node B může RNC mít další roli:
- C-RNC: Controlling RNC

Jeden RNC může mít v kterémkoli okamžiku více než jednu roli.
RNC mimo jiné řídí výkon Node B.